# Thomas Elyot
Thomas Elyot (1490 circa – Cambridgeshire, 26 marzo 1546) è stato un umanista e diplomatico inglese.

## Biografia
Nasce intorno al 1490 da Richard Elyot e Alice De la Mare.
Nel 1531 Elyot è autore de Il libro del governatore (The Book named the Governor), opera dedicata a Enrico VIII. 
Interessato al dibattito, centrale nel primo Cinquecento, sull'inferiorità della lingua inglese rispetto al latino e alle lingue romanze, nel 1538 raccoglie un vocabolario inglese-latino, fondamentale nell'ingresso di molte nuove parole derivate dalle lingue classiche nell'allora ristretto panorama linguistico anglosassone; innumerevoli neologismi si trovano usati nei testi di Elyot.
I suoi studi e le sue teorizzazioni vertono sulla formazione di una buona classe dirigente aristocratica, che va dunque educata fin da giovane a sani princìpi. Inoltre Elyot, come un gran numero di umanisti europei di cui figura massima fu Machiavelli col suo Principe, entrò nel dibattito sulla figura del sovrano come guida suprema dello stato moderno: a tal proposito entra in gioco il concetto di Wisdom, "ragione", attributo che l'autore ritiene necessario per un buon principe, che guidi la politica all'insegna della giustizia e lontano dai vizi e dalle personali aspirazioni (prerogative dei tiranni).
Thomas Elyot muore nel suo castello di Carleton nel 1546.

## Opere
Di seguito si riporta un elenco non esaustivo del lavoro di traduttore e di studioso di Thomas Elyot.

### Traduzioni
- The Doctrinal of Princes (1534), da Isocrate
- Cyprianus, A Swete and Devoute Sermon of Holy Saynt Ciprian of the Mortalitie of Man (1534)
- Rules of a Christian Life (1534), da Pico della Mirandola
- The Education or Bringing up of Children (ca. 1535), da Plutarco
- Howe one may lake Profile of his Enymes (1535), da Plutarco (attribuita)

### Saggi
- The Boke named the Governour (1531)
- The Knowledge which maketh a Wise Man and Pasquyll the Playne (1533)
- The Bankette of Sapience (1534)
- Preservative agaynste Deth (1545)
- Defence of Good Women (1545)